# Inside Islam – Was in Deutschlands Moscheen gepredigt wird
Inside Islam – Was in Deutschlands Moscheen gepredigt wird ist ein sachliterarisches Werk des ARD-Journalisten und Grimme-Preisträgers Constantin Schreiber aus dem Jahr 2017. Dieser besuchte in 13 Moscheen das Freitagsgebet. Das Buch wurde 2017 vom Econ-Verlag veröffentlicht. Es stieg auf Platz 1 der Spiegel-Bestsellerliste ein.

## Geschichte
Auslöser für die Publikation war ein Besuch Schreibers der Wilmersdorfer Moschee am 29. April 2016, bei dem er das Buch von Roger Garaudy Verheißung Islam ausgelegt fand, welches zu einer islamischen Revolution aufruft. Aus der Buchidee machte Schreiber zusätzlich eine dreiteilige Fernsehdokumentation namens Der Moscheereport.

## Inhalt
Schreiber berichtet in der Einleitung über die Hintergründe des Buches und gibt zahlreiche Infos zum Islam in Deutschland. Er besuchte Freitagspredigten in 13 deutschen Moscheen. Dabei handelte es sich neben der Wilmersdorfer Moschee um die Berliner Moscheen Omar-Ibn-Al-Khattab-Moschee, Al-Furqan-Moschee, Dar-Al-Heckmah-Moschee, Şehitlik-Moschee, Yanus-Emre-Moschee, Risala-Moschee, Mehmed Zahid Kotku Tekkesi und Imam-Riza-Moschee. Ferner die Centrum-Moschee in Hamburg, Eyüp-Sultan-Moschee in Leipzig, Al-Rahman-Moschee in Magdeburg, Hagia-Sophia-Moschee in Karlsruhe und die Al-Farouq-Moschee in Potsdam. 
Für jeden Moscheebesuch wird aufgeführt, was gerade politisch Wichtiges in der Woche passierte. Es folgt jeweils die Übersetzung der Freitagspredigten. Danach wird der Inhalt mit dem Imam der Moschee, sofern dieser zu einem Interview bereit war, besprochen oder es wurden Interviews geführt. Dann folgt ein Gespräch mit Experten wie Verena Klemm oder Abdel-Hakim Ourghi über den Inhalt der Predigten. 
Ein Resümee schließt das Buch ab: „Bestenfalls waren die Predigten dichte, religiöse Texte, die die Zuhörer in einer anderen Welt halten, schlimmstenfalls wurde das Leben in Deutschland, Demokratie und unsere Gesellschaft abgelehnt. Ich würde gerne ein positives Beispiel anführen, eine Predigt, die Weltoffenheit ausstrahlt, eine Brücke baut zum Leben in Deutschland. Leider haben meine Moscheebesuche ein solches Beispiel nicht ergeben.“

## Rezeption
Im Deutschlandfunk und bei Focus Online wurde das Buch positiv besprochen, jedoch wurde in einer weiteren Sendung im Deutschlandfunk auch Kritik an einer verkürzten Wahrnehmung geäußert. Die Frankfurter Allgemeine Zeitung besprach das Buch positiv, nannte es „eine Momentaufnahme mit interessanten Einblicken“.
Der taz-Journalist Daniel Bax wirft Schreiber vor, er gehe an das Phänomen heran wie ein Ethnologe aus der Kolonialzeit, der „einem vermeintlich wilden Indianerstamm“ nachspüre. Ähnlich kritisch äußerte sich auch die Islamwissenschaftlerin Johanna Pink, die in einem offenen Brief Einseitigkeit und mangelnde Tiefe der Berichterstattung beklagt.
Sowohl in der ZEIT als auch im ZDF und MDR bekam Schreiber Gelegenheit, sein Projekt zu präsentieren.
In einem Interview mit Bento nahm Schreiber Stellung sowohl zu der Kritik an seinem Buch als auch an der auf diesem basierenden Reihe von Dokumentationsfilmen. Er sagte dabei, dass er sehr wohl Islamwissenschaftler nach ihrer fachlichen Meinung gefragt hätte und diese auch in die Darstellung eingeflossen sei. Die Kritik führte er darauf zurück, dass „ein Buch über den Islam in Deutschland nie leicht“ sei. Er wolle aber nicht polarisieren, sondern dazu anregen „sich mehr mit muslimischem Leben hier auseinanderzusetzen“.

## Bibliographischer Nachweis
- Constantin Schreiber: Inside Islam: Was in Deutschlands Moscheen gepredigt wird. Econ, Berlin 2017, ISBN 978-3-430-20218-3.